# Srpen 2015

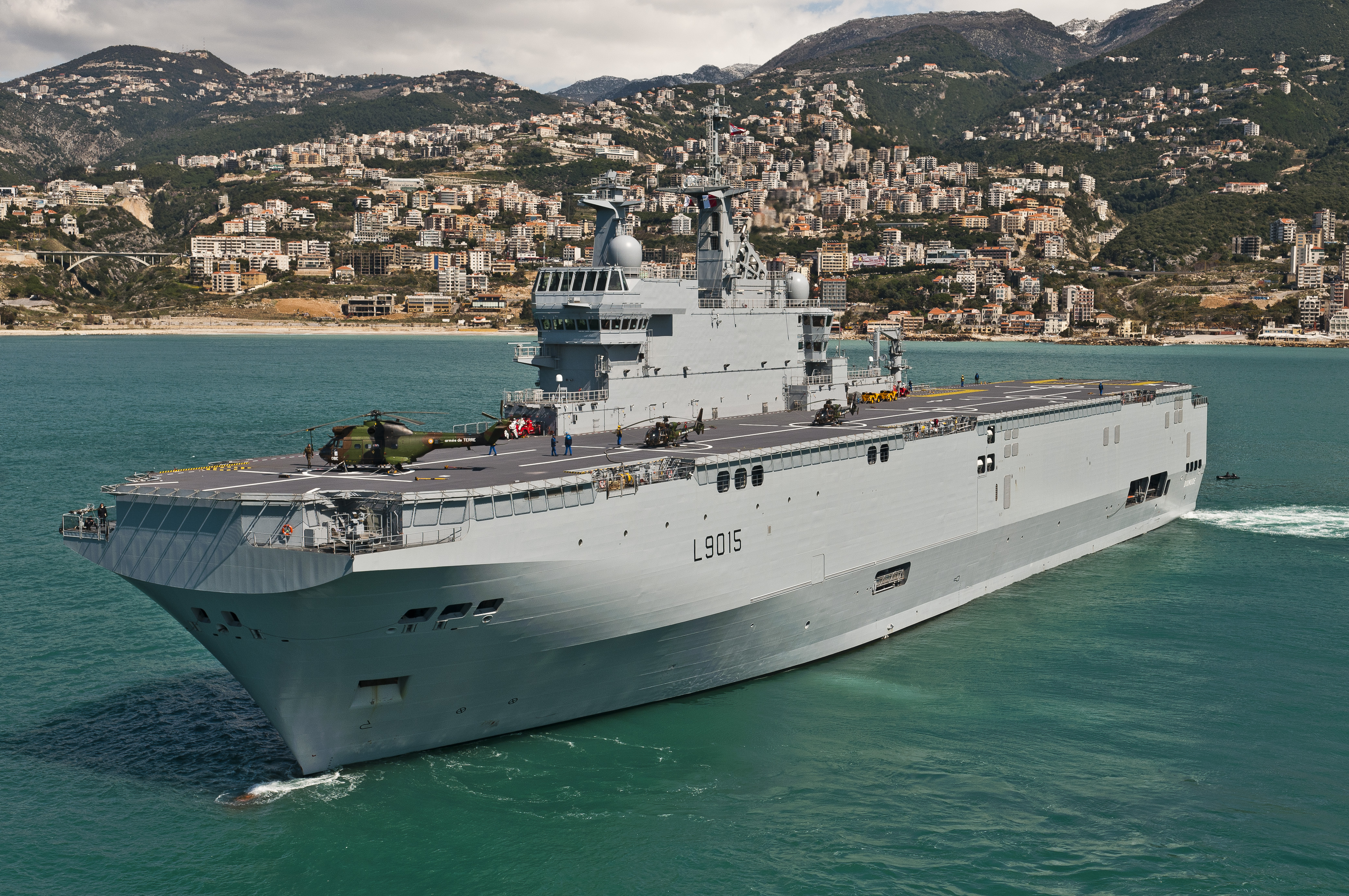
Loď třídy Mistral

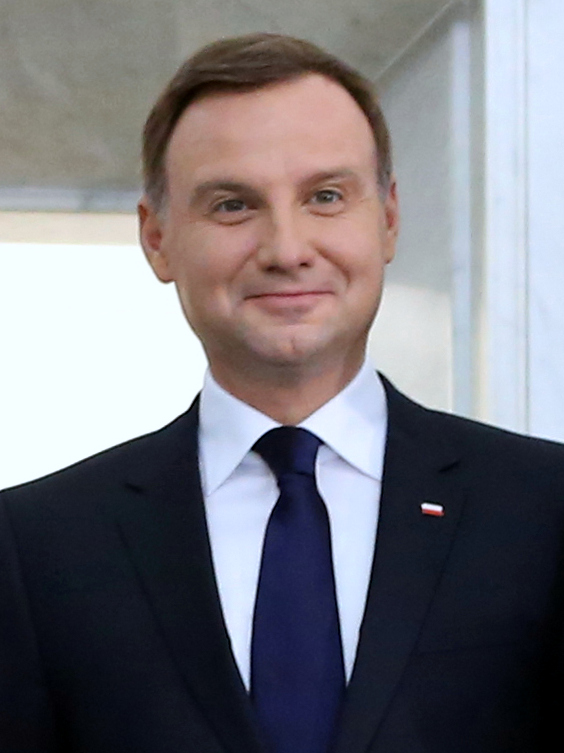
Andrzej Duda

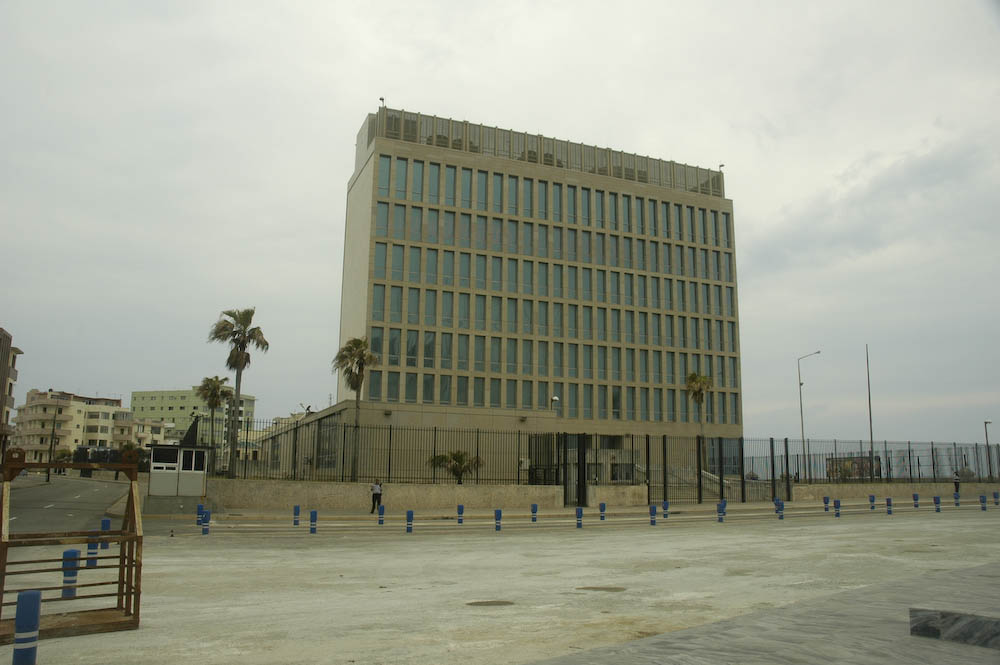
ambasáda USA v Havaně

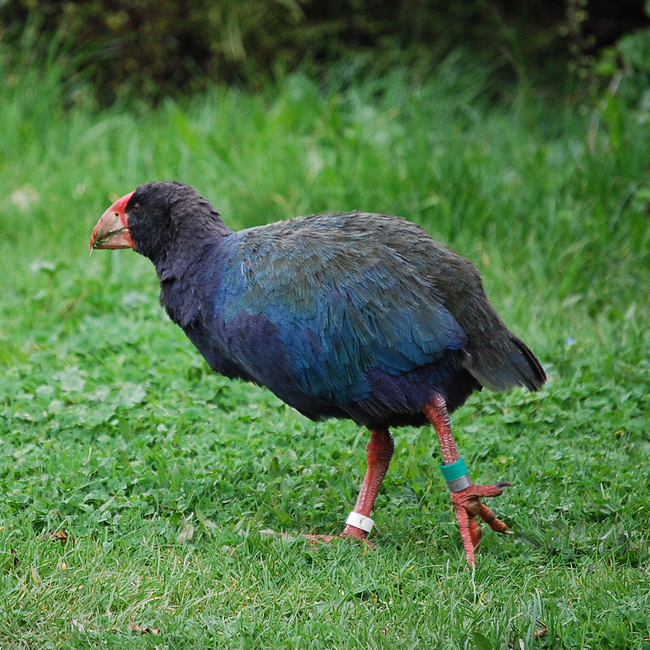
Slípka takahe

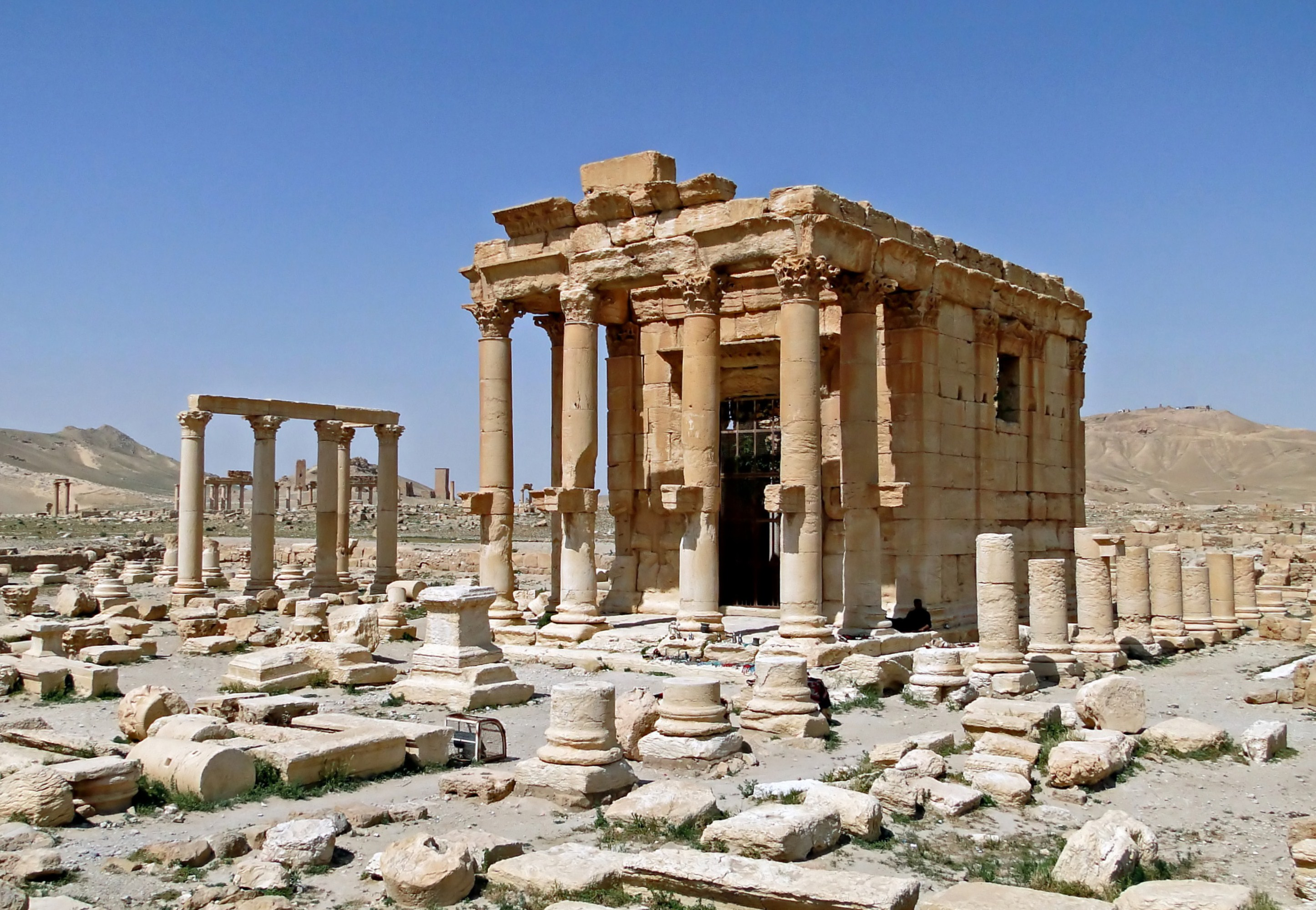
starověký chrám Baal-Shamin

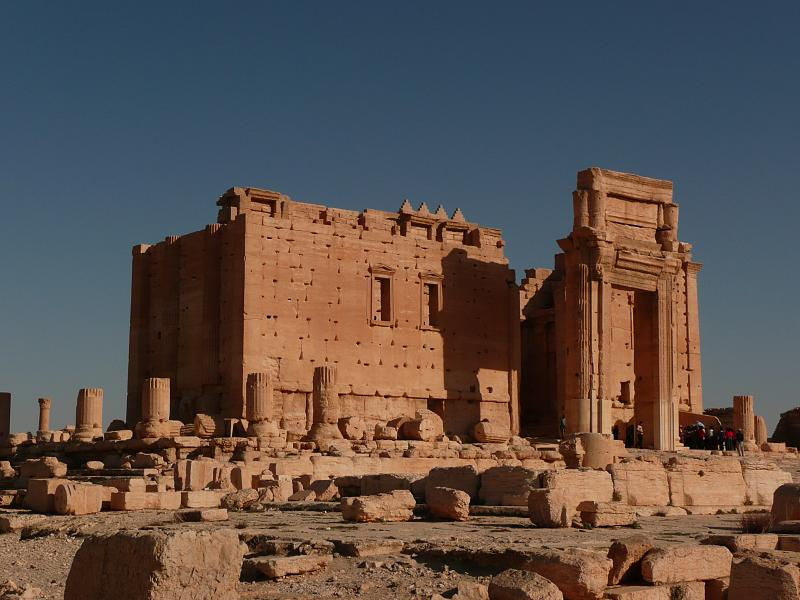
Belův chrám

1. srpna – sobota 
 Monzunové deště provázející cyklón Komen způsobily rozsáhlé záplavy v indickém statě Manípur a sousedním Myanmaru, kde vláda vyhlásila stav ohrožení.
 Občanská válka v Sýrii: Americké letectvo provedlo nálety na pozice Fronty an-Nusrá, která se přihlásila k únosu Američany vycvičenou a podporovanou skupinu povstalců.
2. srpna – neděle 
 Válka na východní Ukrajině: Stovky obyvatel Mariupolu protestovaly proti vytvoření nárazníkové zóny v oblasti Šyrokyne. Obávají se, že v důsledku jejího vytvoření zůstane statisícový přístav zcela bez ochrany.
 Ruské ozbrojené síly zabily při operaci v Ingušsku osm příslušníků Islámského státu.
 Burundský generál Adolph Nshimirima, spojenec prezidenta Pierra Nkurunzizy, byl zabit při atentátu v hlavním městě Bujumbura.
 Kurdsko-turecký konflikt: Při sebevražedném útoku provedeném příslušníkem Kurdské strany pracujících byli v provincii Ağrı na východě země zabiti dva turečtí vojáci.
3. srpna – pondělí 
 Burzovní makléř Tom Hayes, bývalý zaměstnanec UBS a Citigroup, byl odsouzen ke 14 letům odnětí svobody za manipulaci s mezibankovní sazbou LIBOR.
 Více než 300 obětí si vyžádaly monzunové povodně napříč jižní Asii.
 Nigerijská armáda osvobodila 178 dětí a žen z táborů povstalecké skupiny Boko Haram ve státě Borno.
 Dluhová krize v Řecku: Athénská burza cenných papírů se po pěti týdnech opětovně otevřela. Následoval její propad o 23 procent.
4. srpna – úterý 
 Krajský soud v Ústí nad Labem rozhodl, že cizinecká policie nemá právo umísťovat zadržené cizince do zajišťovacích táborů.
 Rusko opětovně předalo komisi Organizace spojených národů svůj nárok na území kolem Lomonosovova hřbetu o rozloze 1,2 milionu kilometrů čtverečních v Severním ledovém oceánu.
 Dvě obrněné brigády a speciální jednotky Spojených arabských emirátů a Saúdské Arábie se vylodily v jemenském přístavu Aden, s cílem podpořit ozbrojence bojující proti Íránem podporovaným Hútíúm.
 Asi 50 zraněných si vyžádala srážka dvou rychlíků na trati číslo 190 u Horažďovic na Klatovsku.
 Vláda Myanmaru požádala o mezinárodní pomoc, poté co zemi zasáhly povodně, které si vyžádaly nejméně 46 obětí. 210 000 lidí opustilo své domovy.
5. srpna – středa 
 Francie oznámila, že odškodní Rusko za nedodání dvou vrtulníkových výsadkových lodí třídy Mistral (na obrázku).
 Loď převážející několik stovek běženců se převrátila poblíž libyjského pobřeží.
 Malajsijský premiér Najib Razak potvrdil, že část křídla nalezená na francouzském ostrově Réunion v Indickém oceánu pochází z letu Malaysia Airlines 370.
 Více než 30 mrtvých si vyžádalo vykolejení dvou vlaků na podmáčené trati v indickém státě Madhjapradéš.
6. srpna – čtvrtek 
 Egypt oficiálně otevřel novou 72 kilometrů dlouhou větev Suezského průplavu, která zkrátí cestu průplavem asi o polovinu.
 Andrzej Duda (na obrázku) složil prezidentskou přísahu a stal se tak 6. Prezidentem Polska.
 Nejméně 15 lidí zemřelo při sebevražedném bombovém útoku Islámského státu na mešitu saúdských bezpečnostních sil na jihu země.
 Irské námořní plavidlo LÉ Niamh (P52) zachránilo ve Středozemním moři 367 migrantů z převrácené rybářské lodi, jejíž ztroskotání nepřežilo kolem 200 lidí.
 Kyrgyzstán se stal členem Eurasijské ekonomické unie.
 Myanmarský prezident Thein Sein v reakci na probíhající povodně vyzval 6 milionů obyvatel delty řeky Iravádí k evakuaci.
7. srpna – pátek 
 Rada bezpečnosti OSN jednohlasně schválila rezoluci požadující identifikaci těch, kteří jsou odpovědní za útoky chlorem a dalšími chemickými zbraněmi v Sýrii.
 Občanská válka v Sýrii: Islámský stát zajal ve městě Karajtín 230 lidí včetně 60 křesťanů, které viní z kolaborace s vládou Bašára Asada.
 Tři lidé zemřeli a dva další byli zraněni při vznícení methanu v dole Darkov.
 Jihočeská policie zadržela u Prachatic dodávku s 26 běženci z Afghánistánu. Zajišťovací vazba byla uvalena na řidiče dodávky, patnáct mužů, čtyři ženy a sedm dětí, včetně dvou kojenců.
 Islamisté ze skupiny Ansar Dine zaútočili na hotel ve městě Sevare využívaný zahraničními vojáky a zajali rukojmí.
 Severní Korea oznámila, že se u příležitosti 70. výročí osvobození korejského poloostrova, 15. srpna, vrátí k používání časového pásma UTC+8,30, jehož používání bylo zrušeno během japonské okupace Koreje.
 Mládežnická organizace Norské strany práce se čtyři roky po politicky motivovaném masakru 69 lidí opětovně shromáždila na ostrově Utøya (na obrázku).
8. srpna – sobota 
 Tajfun Soudelor provázený přívalovým deštěm a větrem dosahujícím v nárazech rychlosti 232 km/h zasáhl oblast severně od města Chua-lien na ostrově Tchaj-wan.
 Miroslav Lidinský byl zvolen předsedou parlamentní strany Úsvit - Národní koalice.
 Izraelsko-palestinský konflikt: Izraelské obranné síly vyhlásili pohotovost, poté co v Beerševské nemocnici zemřel otec palestinského kojence upáleného při žhářském útoku na dům poblíž Náblusu. Z útoku jsou podezřelí radikální osadníci.
 Nejméně 12 lidí včetně tří zahraničních rukojmí bylo zabito při osvobozovací operaci malijské armády ve městě Sevare. Čtyři zahraniční rukojmí pracující pro OSN byli při akci osvobozeni.
 Válka v Afghánistánu: Desítky lidí zemřely při sérii útoků Tálibánu proti afghánským bezpečnostním složkám v hlavním městě Kábul.
 Porota v americkém státě Colorado odsoudila masového vraha, Jamese Holmese, k doživotnímu trestu odnětí svobody.
9. srpna – neděle 
 Jeden člověk byl vážně zraněn při přestřelce s policii v missourském Fergusonu. Během vigilie připomínající roční výročí od zastřelení Michaela Browna.
 Na Haiti proběhly odložené parlamentní volby poznamenané nízkou účastí a rabováním.
10. srpna – pondělí 
 Výjimečný stav byl vyhlášen v okrese St. Louis po přestřelce soupeřících gangů, která se odehrála během protestů proti policejnímu násilí, připomínajících zastřelení černošského mladíka Michaela Browna.
 Strana kurdských pracujících provedla sérii útoků proti tureckým bezpečnostním složkám napříč zemí. Dva střelci také zaútočili na americký konzulát v Istanbulu.
 Německá prokuratura ukončila stíhání bloggerů z investigativního blogu Netzpolitik.org obviněných z vlastizrady, poté co zveřejnili plán německé zpravodajské služby na monitorování internetové komunikace.
 Jihokorejská armáda obvinila Severní Koreu ze zaminovávání hlídkových cest demilitarizované zóně na hranici obou zemí.
 Neznámí ozbrojenci zastřelili v letovisku Acapulco policejního aktivistu zabývajícího se drogovým násilím ve státě Guerrero, včetně únosu 43 studentů ve městě Iguala.
11. srpna – úterý 
 Čínská lidová banka devalvovala čínský jüan o dvě procenta ve snaze vylepšit hospodářské výsledky země. Tento krok může vyvolat měnovou válku.
 Společnost Google se v rámci restrukturalizace stala součástí nové holdingové společnosti Alphabet Inc.
12. srpna – středa 
 Nejméně 112 mrtvých a stovky zraněných si vyžádal silný výbuch v průmyslové zóně čínského přístavního města Tchien-ťinu. Vláda vyhlásila výjimečný stav.
 Nejméně sto mrtvých a přes milion uprchlíku si vyžádaly rozsáhlé záplavy v povodí řeky Iravádí.
 Generální tajemník OSN Pan Ki-mun odvolal velitele mírové operace ve Středoafrické republice po skandálu týkajícího se sexuálního zneužívání a zabíjení civilistů ze strany vojáků OSN.
13. srpna – čtvrtek 
 Při útoku islamistické skupiny Boko Haram na vesnici Kukuwa-Gari v provincii Yobe na severovýchodě Nigérie přišlo o život nejméně 150 lidí.
 Pákistánský vojenský soud odsoudil k trestu smrti šest příslušníků pákistánského Tálibánu usvědčených z podílu na útoku na péšávarskou školu, při kterém bylo usmrceno přes 130 dětí.
 Požár zachvátil část rafinerie společnosti Unipetrol u Litvínova. Jedna osoba je pohřešovaná.
 Nejméně 60 lidí zemřelo při pumovém atentátu na tržišti v Bagdádu.
14. srpna – pátek 
 Po 54 letech byla za přítomnosti amerického ministra zahraničí Johna Kerryho znovuotevřena ambasáda Spojených států amerických v kubánské Havaně (na obrázku).
 Dluhová krize v Řecku: Řecký parlament schválil dohodu o třetím záchranném programu, která Řecko zavazuje k dalším škrtům vládních výdajů.
 Desítky mrtvých si vyžádalo povstání místních ozbrojenců proti Islámskému státu v libyjském městě Syrta.
 Deník The Wall Street Journal bez bližších informací uvedl, že Islámský stát použil proti Kurdům operujícím v Iráku zakázanou bojovou látku yperit.
16. srpna – neděle 
 Válka v Sýrii: Nejméně 110 lidí bylo zabito při opakovaném náletu syrského letectva na tržnici ve městě Duma vzdáleném deset kilometrů severně od Damašku.
 Desetitisíce demonstrantů požadovaly ve městech Brasília a Rio de Janeiro okamžité odstoupení brazilské prezidentky Dilmy Rousseffové.
 Turbovrtulové letadlo ATR 42 společnosti Trigana s 54 lidmi na palubě se zřítilo v indonéské provincii Papua na ostrově Nová Guinea. Nehodu nepřežili všichni lidé na palubě.
 Ekvádorské úřady evakuovaly vesnice v okolí vulkánu Cotopaxi.
17. srpna – pondělí 
 Nejméně 16 mrtvých a desítky zraněných si vyžádal výbuch bomby připevněné na motorce v centru thajského Bangkoku.
 Poprvé od začátku epidemie v květnu minulého roku nebyly na území Sierra Leone zaznamenány žádné nové případy virové hemoragické horečky Ebola.
 Jihosúdánský prezident Salva Kiir odmítl na jednání v etiopské Addis Abebě podepsat mírovou dohodu ukončující dvouletou občanskou válku.
 Irácký parlament navrhl zahájení stíhání bývalého iráckého premiéra Núrího Málikího, kterého viní z neschopnosti zabránit bojovníkům Islámského státu v obsazení severoiráckého Mosulu.
18. srpna – úterý 
 Při americkém náletu v iráckém Mosulu byl zabit vysoký představitel Islámského státu Hadží Mutaz.
 Indická meziplanetární sonda Mangalaján pořídila snímky oblasti Ophir Chasma v marsovském kaňonu Valles Marineris, největším riftového systému ve Sluneční soustavě.
 Turecký premiér Ahmet Davutoğlu, předseda Strany spravedlnosti a rozvoje tureckého prezidenta Erdoğana, podal demisi, poté co se mu nepodařilo sestavit koaliční vládu.
 Nejméně 60 lidí bylo zabito při útoku bojovníků ze skupiny Boko Haram na vesnici v nigerijském státě Yobe.
19. srpna – středa 
 Filipínská armáda zabila při osvobozovací operaci na ostrově Jolo 15 bojovníků islamistické skupiny Abú Sajjáf.
 Letectvo Spojených států amerických provedlo úspěšný test mezikontinentální balistické rakety LGM-30 Minuteman.
 Německý spolkový sněm schválil třetí záchranný balíček pomoci zadluženém Řecku.
 Příslušníci Strany kurdských pracujících zabili osm tureckých vojáků ve městě Siirt na jihovýchodě země. Dva ozbrojenci byli zatčeni policií po útoku na sídlo premiéra v Paláci Dolmabahçe.
 Soud v ruském Pskově odsoudil estonského zpravodajského důstojníka Estona Kohvera k 15 letům odnětí svobody za špionáž.
 Ničení kulturního dědictví Islámským státem: Ozbrojenci Islámského státu sťali jednaosmdesátiletého Chálida Asada, syrského archeologa a dlouholetého správce sbírek starověké Palmýry.
20. srpna – čtvrtek 
 Řecký premiér Alexis Tsipras podal demisi vlády, termín předčasných voleb byl stanoven na 20. září.
 Makedonie vyhlásila v pohraničních oblastech země výjimečný stav. Reagovala tak na vysoce nadprůměrný počet migrantů procházejících zemí.
 Sedm lidí zemřelo při strážce dvou letounů Let L-410 Turbolet nacvičujících hromadný parašutistický seskok u slovenské obce Červený Kameň.
 Jižní Korea nařídila po dělostřelecké přestřelce se Severní Koreou evakuaci civilistů z oblastí podél hranice.
21. srpna – pátek 
 Tři zraněné si vyžádala střelba veterána syrské občanské války v rychlovlaku Thalys směřujícím z Amsterdamu do Paříže.
 Klášter svatého Eliana ve městě Karajtín patřící Syrské katolické církvi postavený ve 5. století n. l. byl zničen příslušníky hnutí Islámský stát. 
 Novozélandská vláda zakázala odstřel ptactva na ostrově Matangi, poté co lovci omylem zastřelili čtyři kriticky ohrožené slípky takahe (na obrázku).
 V reakci na předchozí ostřelovaní provedla Izraelská armáda nálet na údajné příslušníky Islámského džihádu ve vesnici Kunejtra na syrské straně Golanských výšin.
 Severní Korea uvedla svou armádu do stavu bojové pohotovosti a vyzvala svého jižního souseda k zastavení přeshraničního propagandistického vysílání.
22. srpna – sobota 
 Lodě Italského, Irského a Norského námořnictva zachránily celkem 4 400 lidí z několika plavidel u pobřeží Libye ve Středozemním moři.
 Stovky uprchlíků prorazily policejní kordon na makedonské hranicí a pronikly do země.
 Nejméně 11 lidí bylo zabito, poté co se během leteckého dne na dálnici poblíž města Shoreham v Západním Sussexu zřítil stíhací letoun Hawker Hunter.
 Ve městě C'-po v provincii Šan-tung došlo k explozi chemické továrny.
23. srpna – neděle 
 Při srážce dvou letadel na letecké přehlídce ve švýcarském Dittingenu zemřel pilot jednoho z havarovaných strojů.
 Radikálové z Islámského státu zaútočili na irácké jednotky v provincii Anbár. Střet si vyžádal 23 životů.
 Jednotky Spojených arabských emirátů osvobodily v Jemenu Brita, kterého déle než rok zadržovala teroristická organizace Al-Káida.
 Spojené království a Írán otevřely ambasády, čímž opětovně navázaly diplomatické vztahy.
24. srpna – pondělí 
 Z důvodu dostupnosti informací o zakázaných drogách zahájila Federální služba pro dozor v oblasti telekomunikací, informačních technologií a masmédií Ruské federace řízení směřující k zablokování ruské wikipedie.
 Jihoafrický soud uznal českého podnikatele Radovana Krejčíře vinným z pokusu o vraždu, únosu a přechovávání drog.
 Radikálové z hnutí Islámský stát zničili starověký chrám Baal-Shamin (na obrázku) v syrské Palmýře.
 Světové burzy cenných papírů zasáhl kvůli poklesu čínské ekonomiky největší propad od finanční krize v roce 2007.
 Pomník připomínající návrat příslušníků Československých perutí v RAF byl odhalen u jižního terminálu letiště Václava Havla v Praze.
 Zástupci Severní a Jižní Koreje uzavřeli ve vesnici Pchanmundžom dohodu o snížení napětí na společné hranici.
 Ozbrojenci hlásící se k jemenské pobočce Al-Káidy obsadili část přístavního města Aden.
25. srpna – úterý 
 Syrská občanská válka: Organizace Lékaři bez hranic oznámila přijetí čtyř civilistů zasažených hořčičným plynem v provincii Aleppo.
 Čtyři lidé včetně batolete a policisty byli zabiti při přestřelce v romském táboře u obce Roye v severní Francii. Další lidé včetně útočníka utrpěli vážná zranění.
 Japonský ostrov Kjúšú zasáhl tajfun Goni. Evakuováno bylo na 600 000 lidí.
 Kosmická nákladní loď Kunotori 5 Japonské kosmické agentury dovezla zásoby k Mezinárodní vesmírné stanici.
 Rakouský kancléř Werner Faymann kritizoval Česko, Polsko a pobaltské státy kvůli jejich odmítavému postoji vůči kvótám na rozdělení uprchlíků.
27. srpna – čtvrtek 
 Evropská migrační krize: U libyjského pobřeží se potopila loď se 400 migranty, z nichž asi polovina zahynula.
 Evropská migrační krize: Na dálnici A4 v Rakousku byl nalezen kamión se 71 mrtvými uprchlíky.
28. srpna – pátek 
 Turecké letectvo bombardovalo pozice Islámského státu v Sýrii. Poprvé tak Turecko zaútočilo na islámské radikály v rámci koalice, která proti nim vede operace.
29. srpna – sobota 
 Nejméně 20 lidí přišlo o život v důsledku sesuvu vyvolaného tropickou bouří Erika na ostrově Dominika. Tropické bouře následně ukončila nejhorší sucho na ostrovech Portoriko a Kuba od roku 1901.
30. srpna – neděle 
 Desetitisíce lidí demonstrovaly v japonském hlavním městě Tokio proti zákonu umožňujícímu nasazení ozbrojených složek v zahraničí.
 Saúdská Arábie zahájila registraci kandidátů pro místní volby, kterých se poprvé v historii země mohou zúčastnit ženy.
 Italská ropná společnost Eni oznámila objev bohatého naleziště zemního plynu v egyptských pobřežních vodách, které je schopné pokrýt energetickou spotřebu země.
31. srpna – pondělí 
 Světová zdravotnická organizace rozšířila třetí fázi klinického testování vakcíny proti hemoragické horečce Ebola do Sierry Leone s cílem pokrýt kontakty posledního známého nakaženého v zemi.
 Desítky policistů byly zraněny při výbuchu granátu před budovou ukrajinského parlamentu, který v prvním čtení schválil ústavní zákon posilující pravomoci povstaleckých samospráv v Donbasu. Schválení tohoto zákona je součástí Druhé minské dohody.
 Organizace spojených národů zveřejnila satelitní fotografie potvrzující kompletní zničení starověkého Belova chrámu (na obrázku) v syrské Palmýře.
 Americký prezident Barack Obama oznámil, že federální vláda začne pro nejvyšší horu Severní Ameriky používat původní indiánské jméno Denali.
 Michal Kesudis, člen ostravské KSČM, byl podmíněně odsouzen za schvalovaní sebevražedného bombového útoku proti českým vojákům sloužícím v misi ISAF v afghánské provincii Parván.
 Američan Kevin Dahlgren podezřelý ze čtyřnásobné vraždy v brněnských Ivanovicích byl předán českým úřadům.
 Ve věku 76 let zemřel americký režisér Wes Craven, tvůrce hororových sérií Noční můra v Elm Street a Vřískot.